# Замбар індійський
Замбар індійський (Cervus unicolor або Rusa unicolor) — вид ссавців підродини Cervinae. Має 4 підвиди. Назва походить із санскриту: «śambara».

## Опис
Це досить великий представник родини оленевих. Має товсті важкі шостикінцеві роги. Пеньки рогів короткі, сильно відхилені донизу. Очний відросток рога розташований біля самого пенька. Волосся густе, жорстке, на шиї утворює невелику гриву. Колір шерсті дуже темний, коричневий, майже чорний.
Довжина тулуба — 170—270 см, висота — 120—155 см, довжина хвоста — 22-35 см, вага — 150—315 кг, частіше — 200 кг.
Кількість хромосом 2n=58[джерело?]

## Проживання
Індійський замбар розповсюджений у південній та південно-східній Азії. Особливо багато цього представника оленевих в Індії, Шрі-Ланці, Бангладеш, М'янмі, Лаосі, Камбоджі, Південному Китаї, Таїланді, В'єтнамі, островах Суматрі та Калімантан. Проведена його акліматизація у Новій Зеландії, Австралії, Флориді (США).
Індійський замбар мешкає у тропічних та субтропічних лісах, надаючи перевагу лісам із заростями бамбука.

## Особливості поведінки та харчування
Ця тварина дуже боязка. У випадку небезпеки видає голосний свист та тікає. Замбар дуже добре плаває. Самці поза періодом гону живуть окремо, одинаками. Самки замбарів з оленятами тримаються невеликими групами.
Гін у цих тварин починається із жовтня. Під час нього створюється гареми з 3-5 самок. Вагітність замбара триває 249—284 днів. Зазвичай народжується 1 оленятко, іноді 2. Як правило замбари народжуються у травні-червні.
Індійський замбар харчується здебільшого травою, листям та дикими фруктами.

## Вороги
У дикій природі ворогами індійського замбару стають лише великі хижаки такі, як тигри, леопарди, іноді крокодили.
Полювання людини на замбара досить складна, внаслідок того ця тварина досить обережна й мешкає в густих заростях.
Чисельність індійських замбарів досить висока всюди, де він мешкає.